# Parafia Wniebowzięcia Najświętszej Maryi Panny w Jeżówce
Parafia Wniebowzięcia Najświętszej Maryi Panny w Jeżówce – parafia rzymskokatolicka, znajdująca się w diecezji sosnowieckiej, w dekanacie XXII – św. Katarzyny w Wolbromiu.
Do roku 1992 parafia znajdowała się w diecezji kieleckiej. 